# Expedition 22

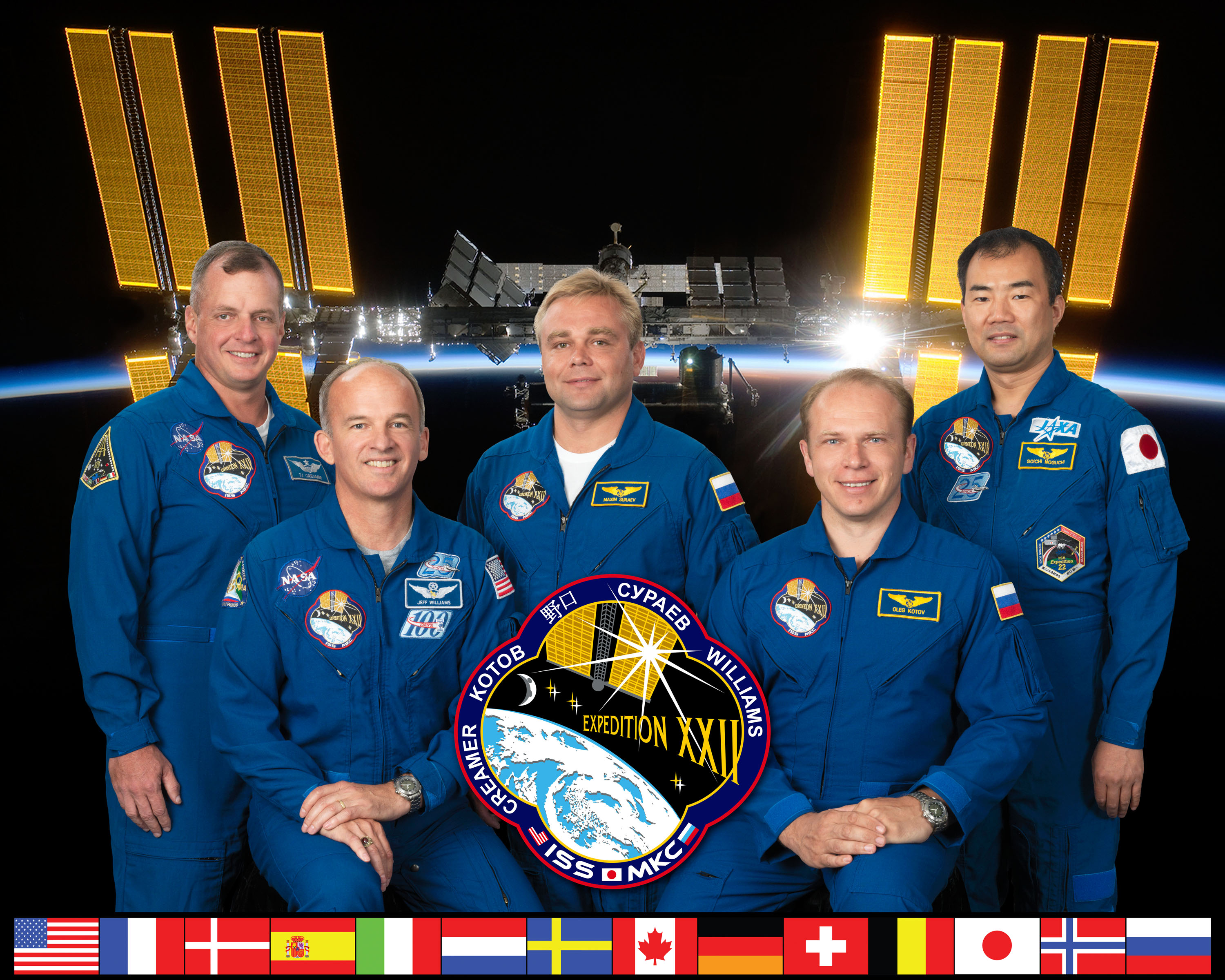
Expedition 22 besättning.

Expedition 22 var den 22:a expeditionen till Internationella rymdstationen (ISS). Expeditionen började den 30 november 2009 då huvuddelen av Expedition 21s besättning återvände till jorden med STS-129. Expeditionen avslutades den 17 mars 2010 då Maksim Surayev och Jeffrey N. Williams återvände till jorden med Sojuz TMA-16.

## Besättning
| Position       | Första delen (30 november - december 2009)     | Andra delen (december 2009 - 17 mars 2010)     |
| -------------- | ---------------------------------------------- | ---------------------------------------------- |
| Befälhavare    | Jeffrey N. Williams, NASA Hans tredje rymdfärd | Jeffrey N. Williams, NASA Hans tredje rymdfärd |
| Flygingenjör 1 | Maksim Surayev, RSA Hans första rymdfärd       | Maksim Surayev, RSA Hans första rymdfärd       |
| Flygingenjör 2 |                                                | Oleg Kotov, RSA Hans andra rymdfärd            |
| Flygingenjör 3 |                                                | Soichi Noguchi, JAXA Hans andra rymdfärd       |
| Flygingenjör 4 |                                                | Timothy J. Creamer, NASA Hans första rymdfärd  |